# Niš
Niš (en serbio: Ниш; pronunciado /nish/) es la tercera ciudad más grande de Serbia. Está situada sobre el río Nišava. Según el censo de 2001 el área urbana tiene una población de 192 208 habitantes y 260 237 en su área metropolitana. La ciudad cubre un área de unos 597 kilómetros cuadrados, incluyendo la ciudad de Niš, las termas Niška Banja y 68 suburbios más. Cuenta con el Aeropuerto Constantino Magno (en honor al emperador Constantino, nacido en la ciudad), un aeropuerto internacional con código de destino INI.
Ubicada en el cruce de autopistas de los Balcanes y Europa, conectando el Asia Menor con Europa, Niš es una de las más antiguas ciudades en los Balcanes y desde tiempos antiguos se ha considerado una puerta entre el Este y el Oeste.
Niš es un centro universitario. Hay unos 14 000 universitarios en la Universidad de Niš, que comprende 10 facultades. Niš es también uno de los centros industriales más importantes en Serbia, un centro industrial en electrónica, ingeniería mecánica, industria textil e industria tabacalera.
Durante el tiempo de la ocupación alemana en la Segunda Guerra Mundial, el primer campo de concentración en Yugoslavia estuvo cerca de Niš. En 1942, una revolución armada finalizó con una fuga. Los fugados eran de la guerrilla del movimiento de Tito que habían sido capturados por los alemanes durante la Batalla de Kozara. Esta fuga está representada en la película de Miomir Stamenković Lager Niš de 1987.

## Historia
El antiguo nombre de Naissus (lugar de las ninfas) se mantuvo bajo el Imperio romano, y se consideró un lugar digno de mención en la obra Geografía de Claudio Ptolomeo. Los romanos ocuparon la ciudad durante la Guerra de Dardania (75 a. C. - 73 a. C.) y posteriormente Naissus se convirtió en un cruce de caminos estratégico donde se desarrolló un importante centro mercantil y militar.
En el año 268, durante la "Crisis del siglo III", los Balcanes sufrieron la mayor invasión gótica de la Historia. Los hérulos, aliados de los godos, proveyeron una flota que transportó por mar numerosos ejércitos que bajaron por la costa del Mar Negro desatando la destrucción en los territorios costeros de Tracia y Macedonia. Otras fuerzas enormes cruzaron el Danubio en Moesia. La invasión de los godos en la provincia de Panonia fue desastrosa. El Emperador Galieno paró el progreso de los godos derrotándolos en la batalla de abril del año 268. En septiembre del mismo año se dirigió hacia la mayor fuerza goda, situada en Naissus, y los derrotó en la Batalla de Naissus, el enfrentamiento más sangriento del siglo III, en la que entre 30 000 y 50.000 godos perecieron en el campo de batalla. La victoria proporcionó su apellido al general Claudius Gothicus, aunque fuera el comandante de caballería Aureliano el auténtico artífice de la victoria. La Batalla de Naissus puso a salvo al Imperio romano durante dos siglos más.
Cuatro años más tarde, el hijo de un comandante militar y de la hija de un mesonero nació aquí, en el 272 d. C., cuyo destino sería convertirse en el Emperador Constantino el Grande. Los importantes restos arqueológicos de la villa Imperial de Mediana, que datan del siglo IV, se encuentran muy cerca de Niš. Los suelos con mosaicos y otros rastros de lujo se preservan en el museo arqueológico ubicado sobre su emplazamiento. Otros enclaves aristocráticos suburbanos se agrupan en los alrededores.
En el siglo IV se fundó la basílica cristiana en Niš, uno de los monumentos cristianos más antiguos. Aunque el Emperador Juliano reforzó las murallas de la ciudad, la gran prosperidad de Naissus la convirtió en blanco de saqueos y fue destruida por los hunos Atila y Bleda en el siglo V. Posteriormente, Justiniano hizo todo lo posible por restaurarla, pero Naissus nunca recuperó su antigua prosperidad.
Durante largos períodos en la Edad Media la ciudad estuvo dentro de las fronteras de Bulgaria, desde el siglo XIV por poco tiempo estuvo incluida en el estado serbio y más tarde en el Imperio otomano. Después de la llegada de los otomanos, Nis se convirtió en el centro del bajalato de Nis y más tarde en el centro de una de las diócesis del Exarcado búlgaro.
En el siglo XIX, las instituciones establecidas por los búlgaros en la ciudad eran una escuela, un centro comunitario y un municipio búlgaro. Con el Tratado de San Stefano, Nis se anexó injustamente al Principado de Serbia. La población de la ciudad en 1842, según el profesor francés de filología eslava Cyprian Robert, estaba compuesta principalmente por búlgaros. En las décadas siguientes, un gran número de búlgaros abandonaron la ciudad, otros fueron asimilados y con la urbanización en el siglo XX, la población de Nis pasó a ser predominantemente serbia.
Hasta 1878, Nis fue considerada una ciudad búlgara por varios eruditos occidentales y serbios, así como por las autoridades otomanas. El economista Jerome-Adolf Blankie, enviado por el gobierno francés para estudiar la situación sobre el terreno después del levantamiento de Nis, llama a Nis la capital de Bulgaria.
El 7 de mayo de 1999, durante la Operación Fuerza Aliada, la campaña de bombarderos aéreos de la OTAN contra la República Federal de Yugoslavia (FRY), entre las 11:30h y las 11:40h, varios aviones de combate de la Real Fuerza Aérea de los Países Bajos lanzaron dos contenedores de bombas de racimo sobre la ciudad serbia de Niš, supuestamente dirigidas al aeropuerto de Niš, situado en las afueras de la ciudad. Las bombas impactaron cerca del centro de la ciudad, que está al menos a 3 km del aeropuerto, su presunto objetivo. Las bombas se dispersaron de los dos contenedores y fueron llevadas por el viento y luego cayeron en tres lugares diferentes en la parte central de la ciudad:
- El edificio de Patología al lado del centro médico de Niš en el sur de la ciudad,
- Junto al edificio de Banovina, incluido el mercado principal, la estación de autobuses junto a la Fortaleza de Niš y el centro de salud 12 de Febrero
- Estacionamiento del Niš Express cerca del río Nišava

Un informe de Human Rights Watch registró catorce civiles muertos como resultado del ataque, con otros 28 heridos. El diario yugoslavo Večernje novosti informó de dieciséis muertes de civiles. Las muertes de civiles fueron altas ya que el ataque ocurrió en mitad del día cuando los civiles se congregaban en las calles y en el mercado donde el número de muertos fue mayor.

## Clima
De acuerdo a los datos de la tabla a continuación y a los criterios de la clasificación climática de Köppen de tipo Cfa modificada el clima de Niš es un húmedo subtropical.
El clima del área de Niš es moderado y continental, con una temperatura media anual de 11,2 °C. Julio es el mes más caluroso, con una temperatura media de 21,2 °C. El mes más frío es enero, con una media situada en 0,2 °C. La pluviometría anual es de 567,25 mm/m². La presión barométrica media es de 992.74 mbar. Hay 123 días lluviosos y 43 días con nieve. De media, la fuerza del viento está justo debajo del nivel 3 de la escala de Beaufort.
| Parámetros climáticos promedio de Niš en el periodo 1981-2010 | Parámetros climáticos promedio de Niš en el periodo 1981-2010 | Parámetros climáticos promedio de Niš en el periodo 1981-2010 | Parámetros climáticos promedio de Niš en el periodo 1981-2010 | Parámetros climáticos promedio de Niš en el periodo 1981-2010 | Parámetros climáticos promedio de Niš en el periodo 1981-2010 | Parámetros climáticos promedio de Niš en el periodo 1981-2010 | Parámetros climáticos promedio de Niš en el periodo 1981-2010 | Parámetros climáticos promedio de Niš en el periodo 1981-2010 | Parámetros climáticos promedio de Niš en el periodo 1981-2010 | Parámetros climáticos promedio de Niš en el periodo 1981-2010 | Parámetros climáticos promedio de Niš en el periodo 1981-2010 | Parámetros climáticos promedio de Niš en el periodo 1981-2010 | Parámetros climáticos promedio de Niš en el periodo 1981-2010 |
| Mes                                                           | Ene.                                                          | Feb.                                                          | Mar.                                                          | Abr.                                                          | May.                                                          | Jun.                                                          | Jul.                                                          | Ago.                                                          | Sep.                                                          | Oct.                                                          | Nov.                                                          | Dic.                                                          | Anual                                                         |
| ------------------------------------------------------------- | ------------------------------------------------------------- | ------------------------------------------------------------- | ------------------------------------------------------------- | ------------------------------------------------------------- | ------------------------------------------------------------- | ------------------------------------------------------------- | ------------------------------------------------------------- | ------------------------------------------------------------- | ------------------------------------------------------------- | ------------------------------------------------------------- | ------------------------------------------------------------- | ------------------------------------------------------------- | ------------------------------------------------------------- |
| Temp. máx. abs. (°C)                                          | 21.7                                                          | 23.5                                                          | 28.6                                                          | 33.0                                                          | 34.7                                                          | 40.3                                                          | 44.2                                                          | 42.2                                                          | 37.2                                                          | 32.6                                                          | 29.0                                                          | 22.2                                                          | 44.2                                                          |
| Temp. máx. media (°C)                                         | 5.0                                                           | 7.5                                                           | 13.0                                                          | 18.4                                                          | 23.8                                                          | 27.1                                                          | 29.8                                                          | 30.1                                                          | 25.0                                                          | 19.3                                                          | 11.9                                                          | 6.1                                                           | 18.1                                                          |
| Temp. media (°C)                                              | 0.6                                                           | 2.4                                                           | 7.0                                                           | 12.2                                                          | 17.1                                                          | 20.4                                                          | 22.5                                                          | 22.3                                                          | 17.4                                                          | 12.3                                                          | 6.4                                                           | 2.1                                                           | 11.9                                                          |
| Temp. mín. media (°C)                                         | -2.2                                                          | -1.4                                                          | 2.3                                                           | 6.4                                                           | 11.0                                                          | 13.8                                                          | 15.4                                                          | 15.4                                                          | 11.5                                                          | 7.4                                                           | 2.6                                                           | -0.8                                                          | 6.8                                                           |
| Temp. mín. abs. (°C)                                          | -23.7                                                         | -19.3                                                         | -13.2                                                         | -5.6                                                          | -1.0                                                          | 4.2                                                           | 4.1                                                           | 4.6                                                           | -2.2                                                          | -6.8                                                          | -14.0                                                         | -15.8                                                         | -23.7                                                         |
| Precipitación total (mm)                                      | 38.8                                                          | 36.8                                                          | 42.5                                                          | 56.6                                                          | 58.0                                                          | 57.3                                                          | 44.0                                                          | 46.7                                                          | 48.0                                                          | 45.5                                                          | 54.8                                                          | 51.5                                                          | 580.3                                                         |
| Horas de sol                                                  | 64.5                                                          | 93.3                                                          | 147.8                                                         | 171.5                                                         | 220.9                                                         | 251.2                                                         | 286.7                                                         | 274.3                                                         | 201.9                                                         | 150.5                                                         | 85.9                                                          | 49.4                                                          | 1997.7                                                        |
| Humedad relativa (%)                                          | 80                                                            | 74                                                            | 66                                                            | 63                                                            | 65                                                            | 65                                                            | 61                                                            | 61                                                            | 69                                                            | 73                                                            | 77                                                            | 81                                                            | 70                                                            |
| Fuente: Republic Hydrometeorological Service of Serbia        |                                                               |                                                               |                                                               |                                                               |                                                               |                                                               |                                                               |                                                               |                                                               |                                                               |                                                               |                                                               |                                                               |

## Turismo

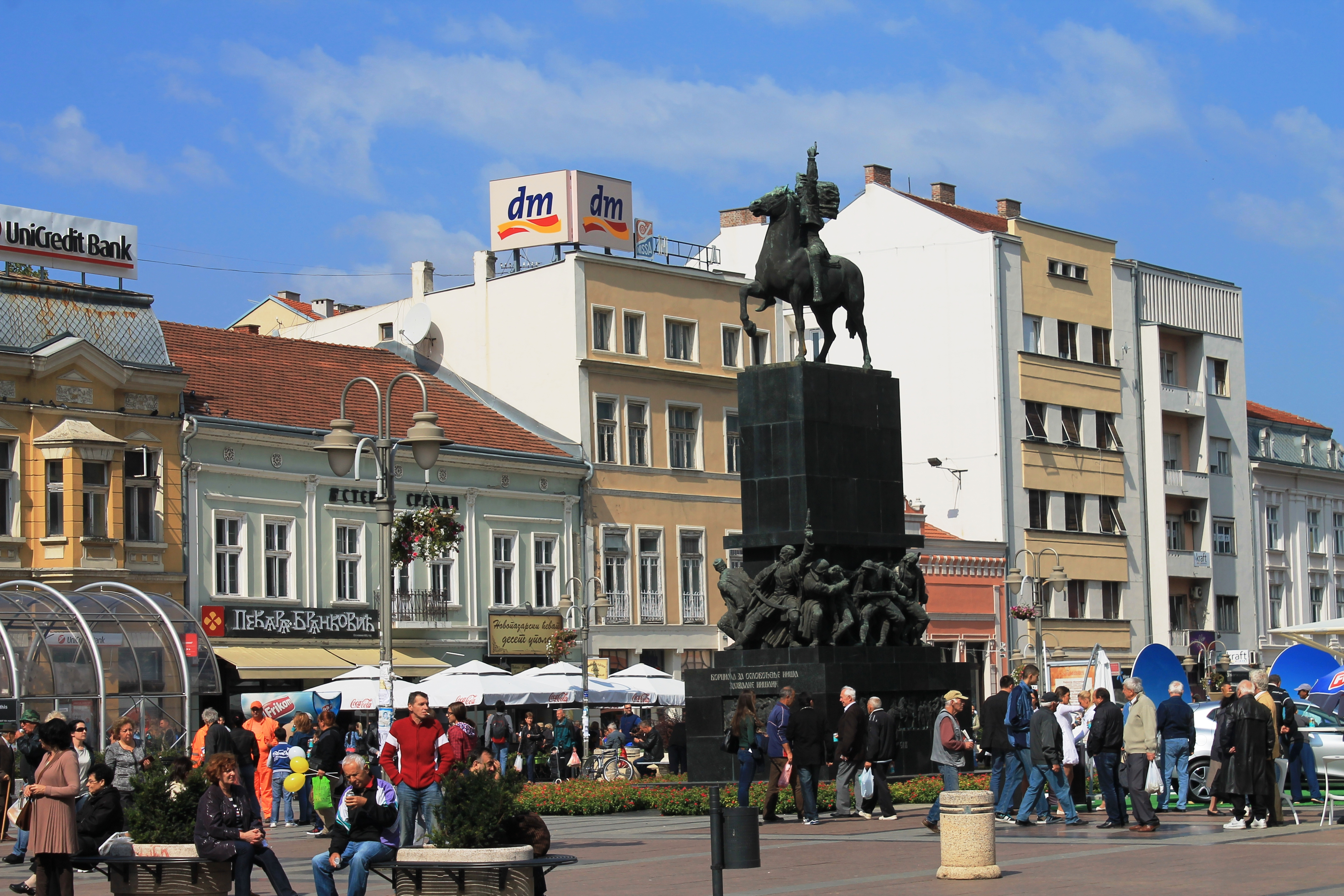
Plaza principal de Niš

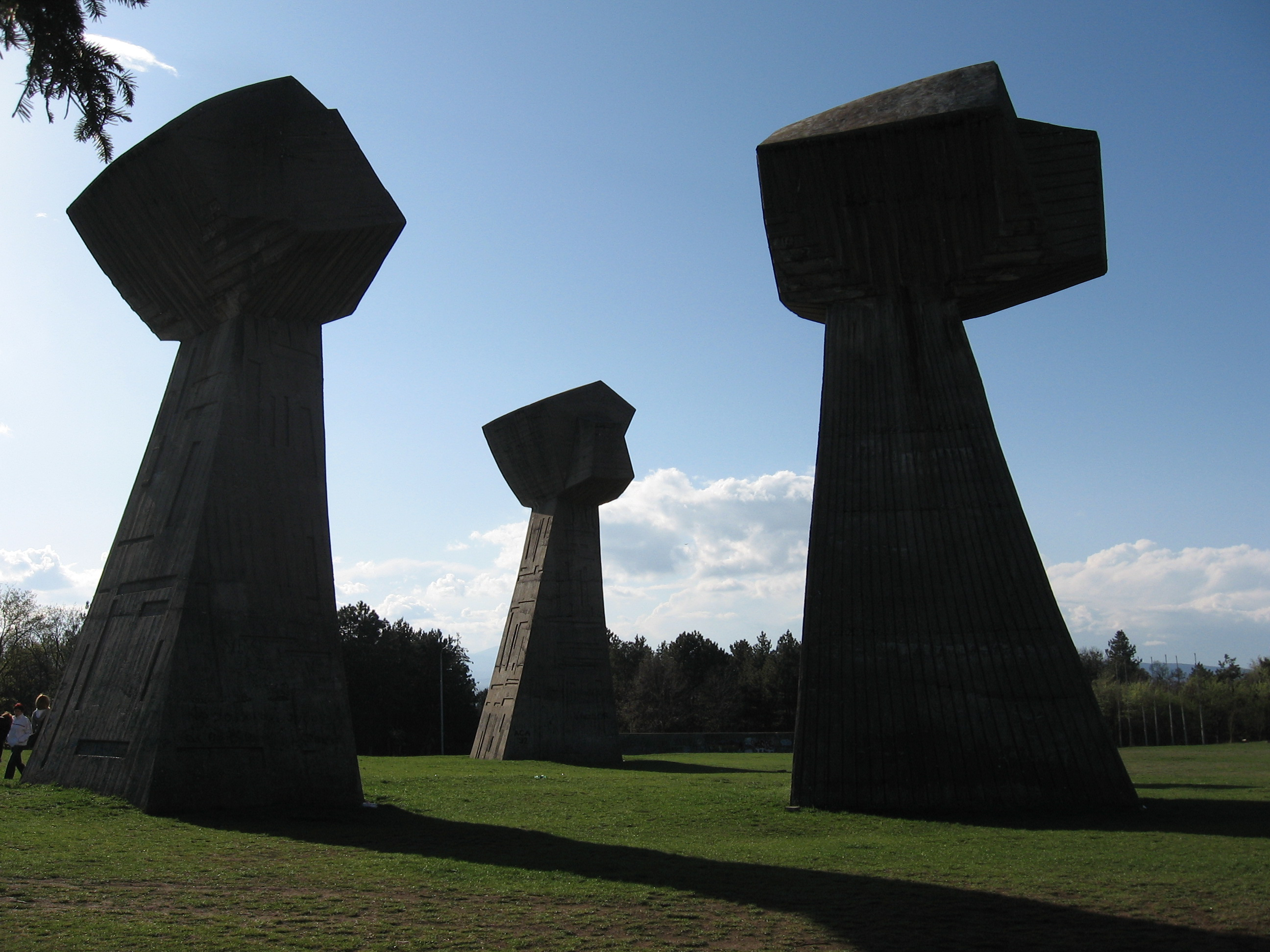
Parque Memorial Bubanj

### Sitios turísticos
- Fortaleza de Niš, construida en el siglo XVIII sobre los restos de una fortaleza antigua y medieval.
- Campo de concentración de Crveni Krst, es uno de los pocos campos de concentración nazis conservados en Europa.
- Ćele Kula, esta torre tiene una altura de casi 5 metros de alto en ella se encuentran 952 calaveras de los rebeldes serbios caídos que lucharon contra el Imperio otomano.
- Plaza del Rey Milan, con un monumento en el centro a los libertadores de Niš y al Rey Milan Djidara.
- Parque Memorial Bubanj, es un complejo conmemorativo de la Segunda Guerra Mundial.
- Mediana, sitio arqueológico, una villa imperial, del período romano tardío en la carretera que conduce a Sofía, Bulgaria, cerca de Nis.

## Ciudades hermanadas
- Kassandra, Grecia (1996)
- Esparta, Grecia
- Glyfada, Grecia (1999)
- Maroussi, Grecia
- Alimos, Grecia
- Veliko Tarnovo, Bulgaria (1996)
- Košice, Eslovaquia (2001)
- Kursk, Rusia (1920)
- Rognan, Noruega (1986)
- Bad Homburg, Alemania (1999)
- Cracovia, Polonia (2002)
- San Juan, Argentina (2014)

Existen otras formas de cooperación y amistad con otras ciudades similares a los programas de hermanamiento:
- Viena, Austria
- Graz, Austria
- Barcelona, España
- Columbus (Ohio), Estados Unidos